# Mīr ‘Alamdeh
Mīr ‘Alamdeh (persiska: مير اَلَمدِه, Mīr Alamdeh, مير علمده) är en ort i Iran.   Den ligger i provinsen Mazandaran, i den norra delen av landet, 120 km nordost om huvudstaden Teheran. Mīr ‘Alamdeh ligger 5 meter över havet och antalet invånare är 611.
Terrängen runt Mīr ‘Alamdeh är platt. Runt Mīr ‘Alamdeh är det ganska tätbefolkat, med 155 invånare per kvadratkilometer. Närmaste större samhälle är Āmol, 10,4 km sydost om Mīr ‘Alamdeh. Trakten runt Mīr ‘Alamdeh består till största delen av jordbruksmark.